# Trichomyia crucis
Trichomyia crucis är en tvåvingeart som beskrevs av Duckhouse 1978. Trichomyia crucis ingår i släktet Trichomyia och familjen fjärilsmyggor. Inga underarter finns listade i Catalogue of Life.